# Chusiejn Ismaiłow
Chusiejn Burchanowicz Ismaiłow (ros. Хусейн Бурханович Исмаилов, ur. 8 marca 1957 w Duszanbe) – rosyjski szablista reprezentujący ZSRR, dwukrotny medalista mistrzostw świata.
W 1977 roku zdobył złoty medal w szabli indywidualnej na mistrzostwach świata juniorów.
Podczas mistrzostw świata w Buenos Aires w 1977 roku reprezentanci ZSRR w składzie: Michaił Burcew, Władimir Nazłymow, Aleksandr Nikiszyn, Wiktor Bażenow i Chusiejn Ismaiłow zwyciężyli w zawodach drużynowych. W tej samej konkurencji zdobył również złoty medal na mistrzostwach świata w Wiedniu sześć lat później.
Nigdy nie wziął udziału w igrzyskach olimpijskich.
W latach 1983, 1985 i 1987 zdobywał drużynowe mistrzostwo ZSRR.
Po zakończeniu kariery został trenerem, sędzią międzynarodowym i działaczem sportowym. Był między innymi członkiem Komitetu Wykonawczego Rosyjskiej Federacji Szermierczej.